# Cláudia Monteiro
Cláudia Monteiro (* 8. Mai 1961) ist eine ehemalige brasilianische Tennisspielerin.

## Karriere
Ihre besten Weltranglistenpositionen erzielte sie 1986 mit Rang 118 im Einzel und ein Jahr später mit Rang 82 im Doppel. Darüber hinaus war sie auch im Mixed erfolgreich; mit Partner Cássio Motta erreichte sie 1982 das Finale der French Open.

## Turniersieg

### Doppel
| Datum           | Turnier      | Kategorie | Belag           | Partnerin      | Finalgegnerinnen               | Ergebnis      |
| --------------- | ------------ | --------- | --------------- | -------------- | ------------------------------ | ------------- |
| 5. Februar 1984 | Indianapolis | WTA       | Teppich (Halle) | Yvonne Vermaak | Beverly Mould Elizabeth Sayers | 6:7, 6:4, 7:5 |